# Drosophila silvestris
Espèce
Synonymes
- Idiomyia silvestris Perkins, 1910

Drosophila silvestris est une espèce de grandes mouches de la famille des Drosophilidae qui est principalement noire avec des taches jaunes. Espèce rare de mouche des fruits endémique de l'île d'Hawaï, elle est souvent victime d'isolement reproductif. Malgré les barrières naturelles, D. silvestris est capable de se reproduire avec D. heteroneura pour créer des mouches hybrides en laboratoire,.
Les mâles de D. silvestris effectuent une parade nuptiale élaborée avec notamment des mouvements d'ailes et des chants pour attirer les femelles sur leurs territoires. Pour défendre ces territoires, ils se comportent de manière agressive et se battent entre eux. Cette espèce présente une sélection sexuelle par le choix de la femelle, comme l'indique l'augmentation du nombre de soies du tibia survenue dans certaines populations de D. silvestris au cours des 700 000 dernières années.

## Description

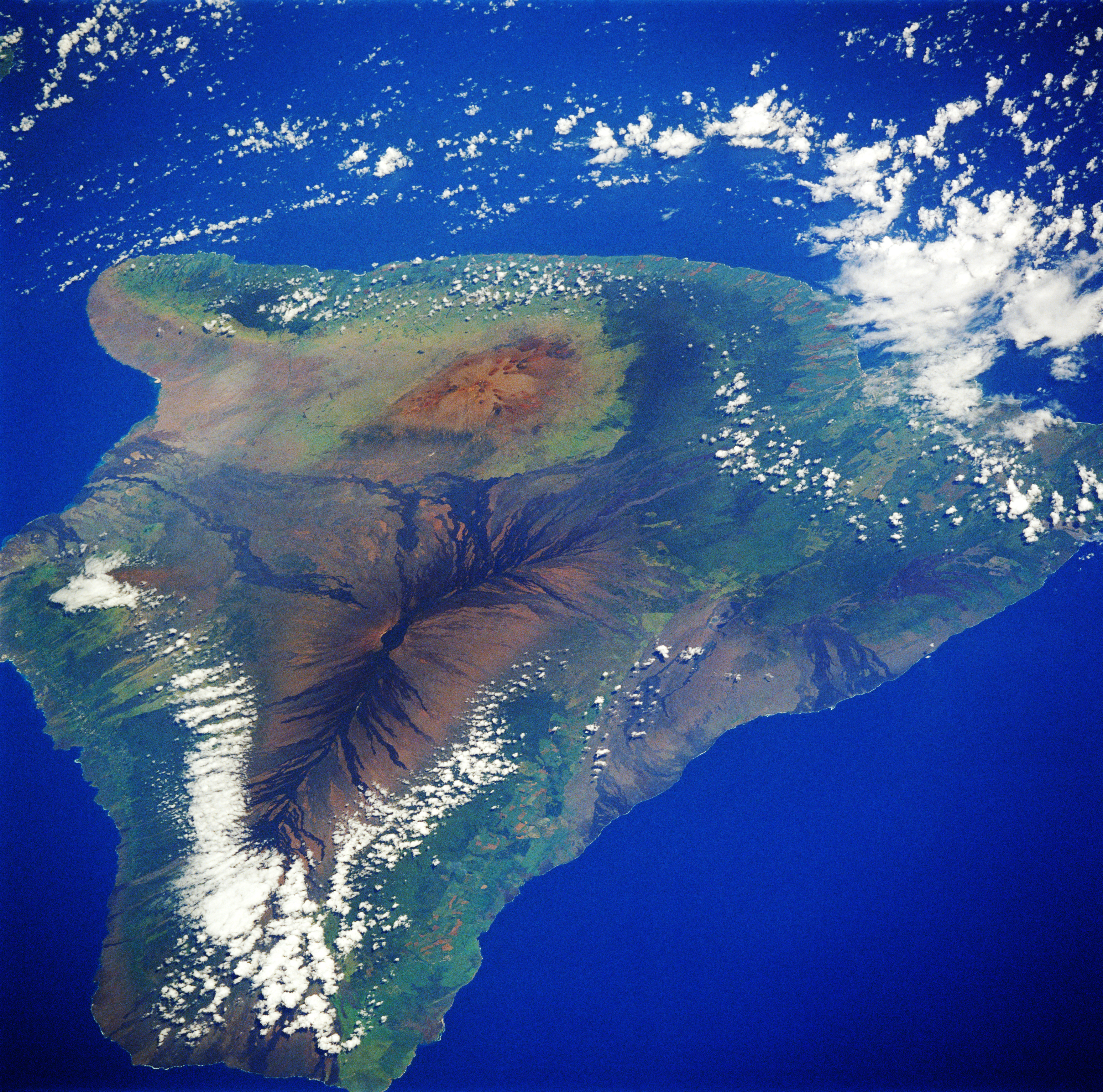
L'île d'Hawaï vue de l'espace.

D. silvestris a un grand corps, de longues pattes et des ailes minces. Elle a la tête ronde typique des mouches des fruits. Les femelles ont la face jaune ou orange foncé et les mâles la face noire avec une bande horizontale jaune entre le front et le clypéus. Les antennes sont noires chez les mâles et jaunes chez les femelles. La partie latérale du mésothorax varie du brun au noir, avec une pigmentation jaune sur le bord de la partie supérieure chez certains individus.
Contrairement aux femelles, les mâles ont deux rangées de longues soies le long des côtés supérieurs de leurs pattes antérieures. Il existe une certaine variation dans le nombre de soies des tibias des mâles, car 20 à 30 soies supplémentaires se trouvent entre ces deux rangées dans les populations du nord et de l'est d'Hawaï. Ces poils supplémentaires créent une troisième rangée irrégulière, qui est liée à la parade nuptiale de la mouche et peuvent avoir surgi en raison de l'isolement géographique des populations ancestrales du sud et de l'ouest.
Cette espèce est tolérante aux températures  froides et vulnérable au stress thermique dû aux températures élevées, qui affectent la mobilité et la survie de ses spermatozoïdes. Ceci est cohérent avec sa préférence pour les environnements frais à des altitudes élevées. Il existe trois inversions chromosomiques phylogénétiquement précoces chez D. silvestris, qui sont associées à des changements d'altitude, reflétant peut-être un changement adaptatif à l'altitude qui aurait contribué à son évolution,.

## Distribution et habitat

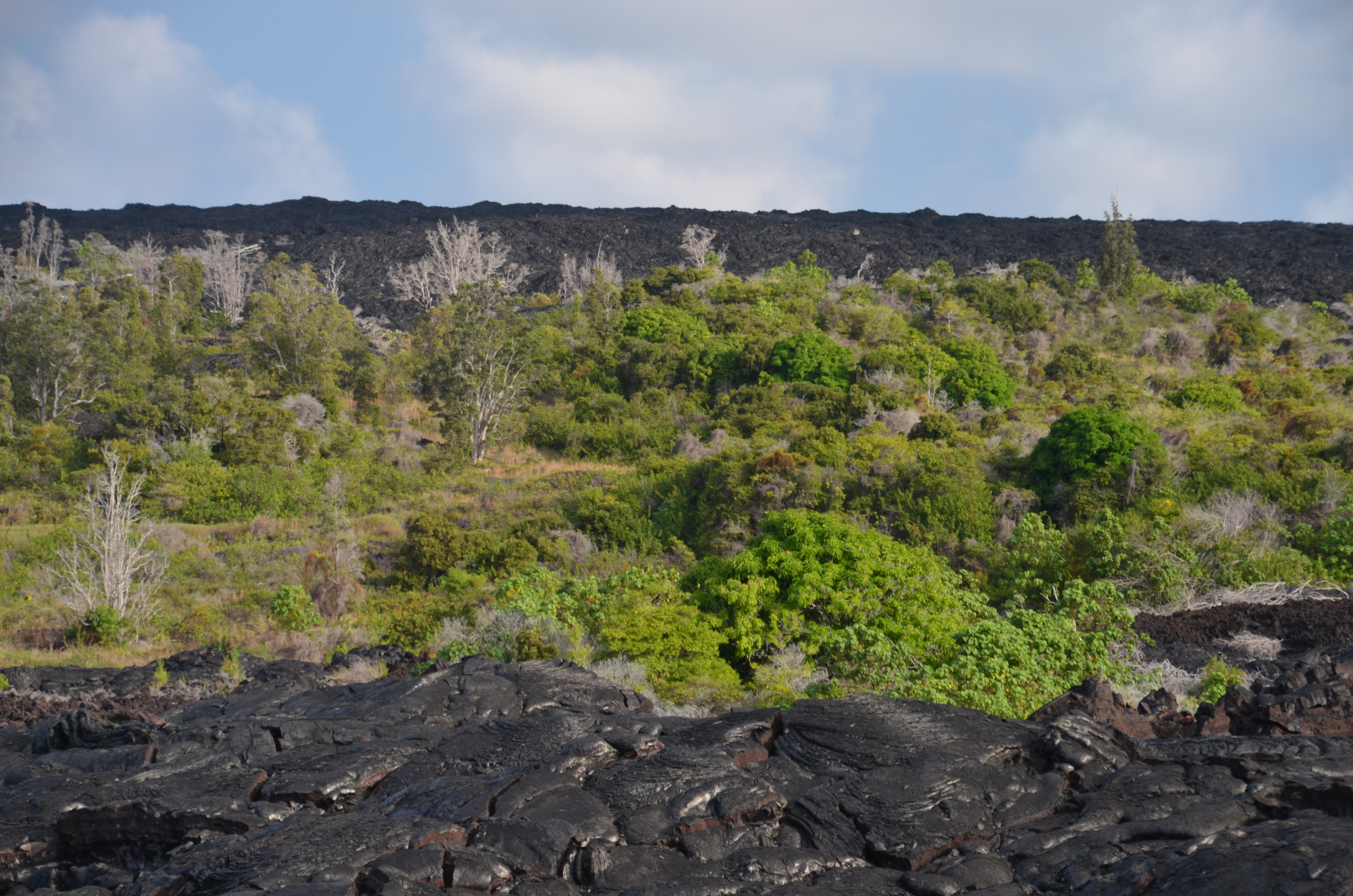
Kipuka encerclé par une coulée de lave à Hawaï.

Il existe actuellement environ 1 000 espèces de drosophiles originaires des îles d'Hawaï. D. silvestris habite la plus grande île.
D'importantes coulée de lave provenant des volcans fragmentent la répartition géographique de cette espèce autour de l'île. Ces coulées de lave créent des kipukas, des parcelles isolées de terres végétalisées, qui peuvent varier de plusieurs mètres à plusieurs kilomètres carrés. D. silvestris habite des forêts tropicales fraîches de haute altitude sur les pentes des cinq volcans d'Hawaï (Mauna Kea, Mauna Loa, Kilauea, Hualalai et Kohala), en particulier à des altitudes entre 900 et 1 500 m. Les populations les plus ancestrales de l'espèce se trouvent sur Hualalai, le troisième plus jeune volcan de l'île.

## Évolution et taxonomie

Carte topographique des volcans de l'île d'Hawaï.

Un quart des espèces de Drosophilidae dans le monde sont endémiques des îles d'Hawaï ,,ayant évolué à partir d'une espèce continentale ancestrale arrivée il y a 26 millions d'années : l'écosystème et la végétation extrêmement diversifiés d'Hawaï  ont provoqué leur spéciation. D. silvestris n'habite que la grande île d'Hawaï, qui a 400 000 ans.
D. silvestris est membre du groupe de drosophile hawaïennes « à ailes décorées », composé de 112 espèces connues pour leurs motifs d'ailes clairs et sombres spécifiques,. Ce groupe comporte quatre sous-groupes : D. silvestris fait partie du sous-groupe planitibia, ou idiomyia, composé de mouches qui produisent des chants nuptiaux en faisant vibrer leurs ailes,. D. silvestris et d'autres espèces de planitibia récemment évoluées émettent des chants de parade moins compliqués et à plus haute fréquence que ceux des mouches plus ancestrales de ce sous-groupe.
D. heteroneura, un autre membre du sous-groupe plantibia, est un proche parent de D. silvestris. Ces deux espèces sont originaires d'Hawaï, et des similitudes génétiques telles que le partage d'une inversion unique du chromosome 3 fournissent la preuve qu'elles sont dérivées de la même population ancestrale d'Hualalai, bien qu'elles soient morphologiquement distinctes,. La relation évolutive étroite entre ces deux espèces est soutenue par l'absence de cette inversion chez D. planitibia et D. differens, les membres les plus ancestraux du sous-groupe planitibia.
Une des différences les plus facilement visibles entre D. silvestris et D. heteroneura est la forme de la tête : les têtes de D. silvestris sont rondes, alors que les mâles de D. heteroneura ont des têtes larges en forme de marteau qui reflètent leur style de combat. L'hérédité polygénique peut être responsable de cette grande différence dans la morphologie de la tête des mâles : celle-ci peut avoir évolué pour aider les femelles à identifier les partenaires spécifiques à leur l'espèce. Ces espèces sont pour la plupart sympatriques et se chevauchent largement dans les régions habitées, bien que D. heteroneura préfère vivre dans le sous-étage des forêts tropicales tandis que D. silvestris choisisse généralement des zones de plus haute altitude. Des études de terrain ont montré des mâles des deux espèces partageant des territoires sur la même branche d'arbre et des femelles des deux espèces pondant des œufs sur la même plante hôte,. Ces deux espèces peuvent produire des hybrides fertiles en laboratoire malgré leur isolement reproductif dans la nature en raison de barrières prézygotiques telles que des comportements d'accouplement spécifiques à chaque espèce,.
L'analyse des sites de restriction de l'ADN mitochondrial (ADNmt) et des phylogénies des mâles des populations de mouches hawaïennes a révélé que les D. silvestris à seulement deux rangées de soies sont génétiquement plus proches de D. heteroneura que celles à trois rangées de soies. Cette lignée proche d'ADNmt peut être due à une hybridation précoce entre les deux espèces à Hualalai ou dans d'autres régions de l'ouest d'Hawaï où réside la population ancestrale à deux rangs. Les populations ouest et est de D. silvestris ont des lignées maternelles distinctes.

## Territorialité et accouplement

### Aires de parade
Cette espèce suit un arrangement d'aire de parade, où la femelle observe ses partenaires potentiels et les sélectionne en fonction de l'attrait de leur parade nuptiale. Ce système d'accouplement donne au choix de la femelle un rôle important dans le succès reproducteur des mâles. Les mâles se comportent de manière agressive les uns envers les autres, en repoussant ou en chassant leurs adversaires pour contrôler leur territoire. Les mâles rivaux étendent leurs ailes sur le côté et se dressent sur leurs jambes comme sur des échasses, puis avancent l'un vers l'autre tout en secouant la tête de haut en bas,. Une fois à courte distance, ils interagissent directement en essayant de se pousser vers l'arrière. Ils utilisent également leurs pattes antérieures pour se frapper agressivement. L'évolution de la grande taille de cette espèce peut être due à de fortes pressions de sélection, puisque le succès des mâles au combat est corrélé à leur taille,.
Les mâles adultes signalent leur volonté de s'accoupler en créant leur aire de parade, qui comprend un petit segment de 15 à 60 cm le long d'une fougère arborescente horizontale ou d'une tige de plante nue. Ces aires facilement visibles se trouvent de 1,2 à 2,4 m au-dessus du substrat végétal où les femelles se nourrissent et pondent sur du bois en fermentation. Pour se défendre contre les dommages causés par les vents, elles sont souvent choisies sous la canopée des grands arbres. Le nombre de mâles par plante varie, car ils sont souvent seuls sur leur territoire, mais peuvent aussi se réunir en groupes. Jusqu'à dix mâles peuvent occuper un seul arbuste, en établissant des territoires séparés sur leur propre fougère ou branche. Ces mâles adultes s'exposent de manière visible, alors que les mâles immatures restent souvent cachés. Les femelles seront également cachées à moins qu'elles ne cherchent à se reproduire et soient attirées par la parade d'un mâle adulte.
Le mâle D. silvestris marche d'avant en arrière dans son aire de parade tout en agitant ses ailes pour inciter les femelles à y entrer. Ces mouches ont une vue perçante, ce qui permet à la femelle de reconnaître les motifs pigmentaires spécifiques aux mâles de son espèce. Le mâle se comporte de manière agonistique envers tout insecte qui pénètre dans son aire : lorsqu'une femelle s'approche de lui, il se montre agressif jusqu'à ce qu'il soit capable d'établir son identité.

### Parade nuptiale
Dans la première étape de la parade nuptiale, l'un des sexes étend latéralement ses ailes et les agite en faisant des cercles dans les airs ; puis le mâle se tient debout devant la femelle. Une fois qu'ils se font face, la femelle utilise ses pattes pour lui donner des coups et il change de position en tournant autour d'elle. Il finit par se tenir derrière elle et place sa tête sous ses ailes pendant 1,2 seconde avant de créer des sons en faisant vibrer ses ailes étendues latéralement,. En plus de ces simples chants nuptiaux produits par ses ailes, le mâle crée des ronronnements de faible amplitude en secouant son abdomen,. Il frotte ensuite le tibia hérissé de soies de sa patte antérieure contre l'abdomen de la femelle pour la stimuler,. Il tente alors d'inséminer la femelle en déplaçant le bout de son abdomen vers ses organes génitaux.
Les 20 à 30 soies supplémentaires des tibias des mâles de D. silvestris appartenant aux populations du nord et de l'est d'Hawaï sont un caractère sexuel secondaire et montrent l'influence de la sélection sexuelle. Parce que l'île d'Hawaï a moins de 500 000 ans, ces poils supplémentaires peuvent représenter une amélioration physique relativement nouvelle dans la parade nuptiale, dérivée du trait ancestral de n'avoir que deux rangées de poils. Les femelles des populations dérivées (dans le nord et l'est) s'accouplent avec les mâles des populations dérivées et ancestrales. En revanche, les femelles des populations ancestrales (dans le sud et l'ouest) ne s'accouplent pas avec les mâles des populations dérivées, mais ne sélectionnent que des mâles avec seulement deux rangées de soies.
Le sperme du mâle est stocké dans la spermathèque de la femelle. Une femelle peut facilement s'accoupler à nouveau si son stock de sperme diminue ; cela contraste avec la grande variabilité du succès reproducteur des mâles, car de nombreux mâles s'accouplent rarement et certains peuvent même rester vierges.

## Cycle biologique

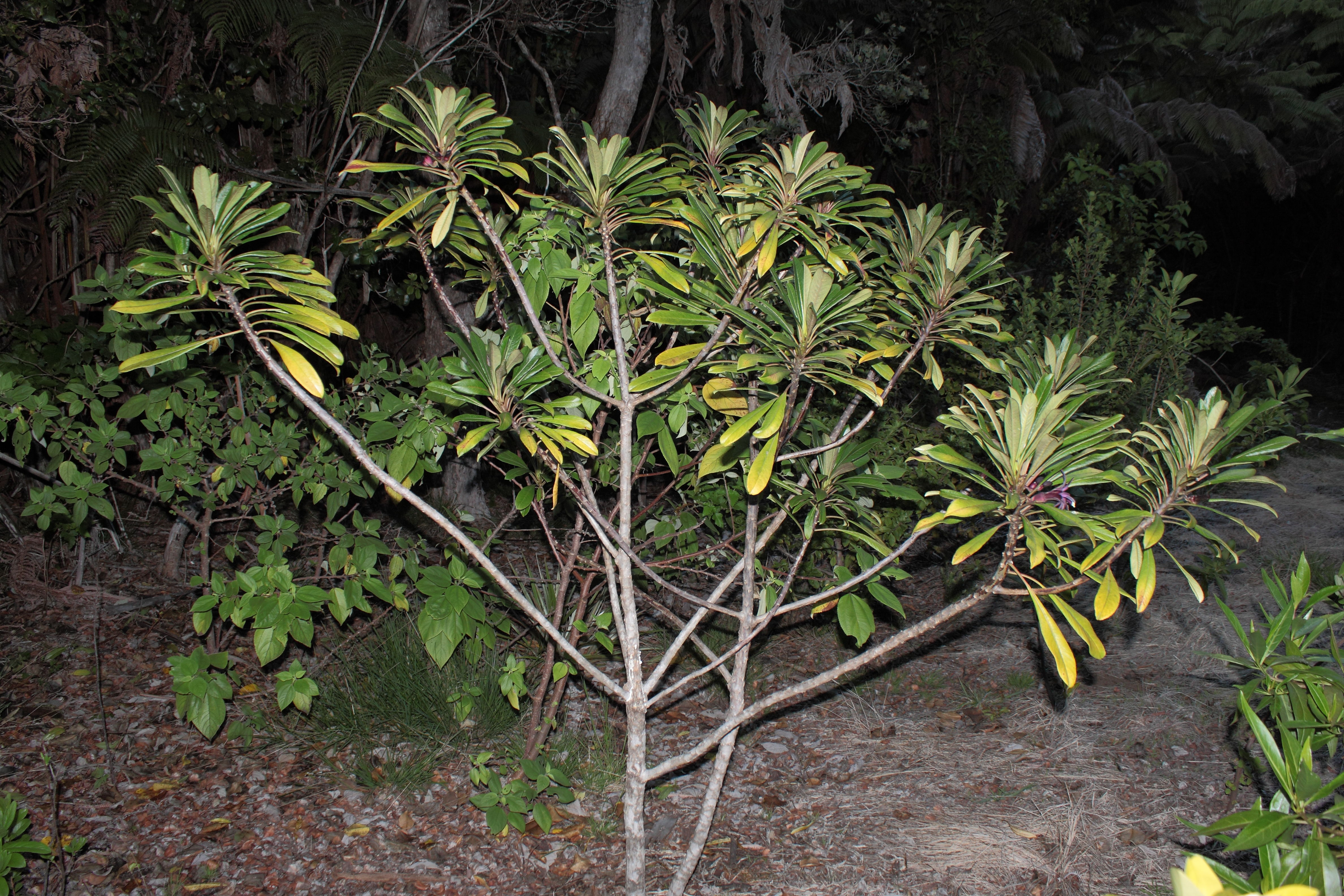
Clermontia, une plante-hôte hawaïenne commune de D. silvestris.

Les femelles de D. silvestris déposent leurs œufs sur l'écorce en décomposition ou en fermentation de la principale plante hôte, Clermontia, un grand arbuste ramifié dispersé dans tout le sous-étage des forêts tropicales hawaïennes, . La ponte des œufs a lieu également sur l'écorce en fermentation de Cyanea et de Cheirodendron.
Pour les femelles, le stade nymphal correspond au début du développement ovarien. Leurs ovaires n'atteignent leur pleine maturité que trois semaines après l'éclosion. Aucun des deux sexes n'est complètement mature en quittant sa pupe,. Les mâles mûrissent plus tôt : environ une semaine après l'éclosion, moment où leur sperme devient mobile. Le dépôt de vitellus dans l'ovocyte est nécessaire à la maturation ovarienne chez la femelle. Lorsqu'une femelle immature est enfermée avec des mâles sexuellement matures, elle n'est pas réceptive à leurs manifestations sexuelles, mais la vitellogenèse se produit environ quatre jours plus tôt que prévu,.

## Ressources alimentaires
Les larves et les adultes se nourrissent principalement de l'écorce en fermentation de Clermontia en raison de sa taille relativement grande par rapport aux autres lobélioïdes hawaïens (en). La principale plante hôte ancestrale des membres du sous-groupe plantibia est Clermontia, des espèces dérivées comme D. silvestris évoluant pour se nourrir de Cyanea et Cheirodendron, d'autres plantes où les femelles déposent leurs œufs,. Ces substrats végétaux sont souvent situés dans le sous-étage dense des forêts tropicales hawaïennes, sous les sites de lekking.

## Ennemis

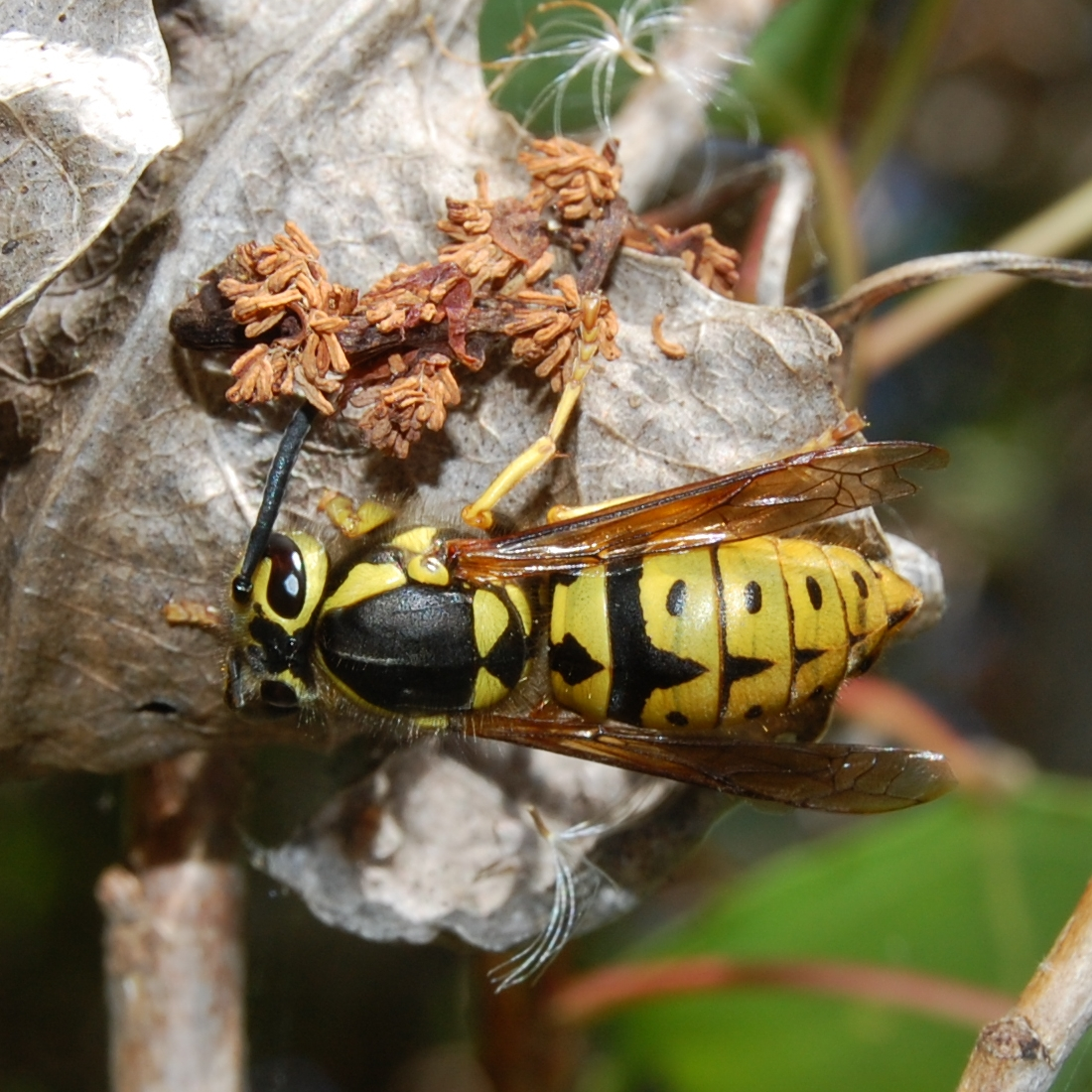
La Guêpe de l'ouest est un prédateur de D. silvestris.

La Guêpe de l'ouest (Vespula pensyIvanica)  est envahissante à Hawaï et se nourrit de D. silvestris et d'autres membres du genre Drosophila, ce qui entraîne un déclin important de leur population,. Parmi leurs autres prédateurs on trouve les oiseaux insectivores endémiques d'Hawaï comme Chasiempis sandwichensis (en).

## Préservation
D. silvestris et les autres mouches des forêts tropicales hawaïennes sont sensibles à la perte d'habitat due au changement climatique. La perte d'habitat due à la perte de flore endémique à mesure que les températures augmentent régulièrement peut avoir un impact sur la distribution et la capacité de survie de ces mouches, qui sont déjà rares et en déclin. Cette perte d'habitat peut être encore exacerbée par l'exploitation forestière, l'agriculture et d'autres pratiques humaines qui détruisent le milieu naturel. Les cochons sauvages, les chèvres et d'autres mammifères mangent des plantes hôtes comme Clermontia et piétinent le terrain, menaçant l'habitat et les sources de nourriture de ces mouches. Le piétinement du terrain crée en outre des conditions favorables à la prolifération d'espèces végétales envahissantes qui peuvent supplanter les espèces indigènes. D. silvestris et d'autres mouches « à ailes décorées » interagissent avec leurs plantes hôtes et d'autres organismes des forêts tropicales hawaïennes, ce qui les rend utiles pour mesurer la santé de cet écosystème.